# Lupita Palomera
Lupita Palomera (* 12. Dezember 1923 in Guadalajara; † 25. November 2009) war eine mexikanische Sängerin. 
Palomera kam 1934 nach Mexiko-Stadt, wo Emilio Azcárraga Vidaurreta ihr die Möglichkeit von Auftritten in der Sendereihe La Hora Azul des Radiosenders XEW verschaffte. Mit Boleros wie Vereda tropical, Perfidia, Frenesí und Incertidumbre wurde sie schnell in Mexiko bekannt. 1941 heiratete sie den Schauspieler und Sänger Fernando Fernández, mit dem sie drei Töchter bekam. Als Schauspielerin wirkte sie in Filmen wie Padre Mercader (1938), El circo trágico (1939) und Nuevo amanecer (1954) mit.